# サンリク
サンリク株式会社は、埼玉県越谷市に本社を置く日本の企業（サービス業）。スーパー銭湯（日帰り温泉施設）「健美の湯」・健康ランド「足利健康ランド」などのレジャー施設を運営する。

## 沿革
- 1967年4月1日 - 設立。
- 1988年8月 - 「足利健康ランド」オープン。
- 2000年5月 - 「久喜健美の湯」（現・「スパ&フィットネス健美」）オープン。
- 2002年11月 - 「越谷健美の湯」オープン。
- 2003年3月 - 「南増尾健美の湯」オープン。
- 2013年12月 - 「フットサルコートLAPPI」オープン。
- 2014年6月 - 「ベンリー東越谷店」オープン。
- 2016年3月 - 株式会社焼津ミマツ[2]より「七光台温泉」（2004年5月28日オープン）を事業譲受。
- 2020年7月 - 「埼玉県東部有料老人ホーム相談窓口ベストマッチ」オープン。

## 展開業態

### スーパー銭湯
- 健美の湯（複数地域展開）
  - 越谷健美の湯（埼玉県越谷市）
  - 南増尾健美の湯（千葉県柏市）
  - スパ&フィットネス健美（埼玉県久喜市）
  - 七光台温泉（千葉県野田市）

### 健康ランド
- 足利健康ランド（栃木県足利市）

### その他
- ベンリー東越谷店（埼玉県越谷市/便利屋）
- 埼玉県東部有料老人ホーム相談窓口ベストマッチ（埼玉県越谷市）
- フットサルコートLAPPI（栃木県足利市/足利健康ランド内）